# Прогрес (Ялуторовський район)
Прогре́с (рос. Прогресс) — присілок у складі Ялуторовського району Тюменської області, Росія.
Населення — 301 особа (2010, 326 у 2002).
Національний склад станом на 2002 рік:
- росіяни — 69 %